# Alun Michael
Alun Edward Michael (Bryngwran, Wales 1943. augusztus 22. –) munkáspárti walesi politikus. Wales első minisztere 1999. május 12. és 2000. február 9. között, a legelső ebben a tisztségben.

## Élete
Michael Bryngwran Angleseyben született, Leslie és Betty Michael fiaként. A colwyn bayi középiskolába és a Keele Egyetemre járt. 1971 és 1987 között ifjúsági és közösségi munka volt, valamint a South Wales Echo riportere. 1973-tól 1989-ig a városi tanácsos volt Cardiffban.
Az 1987-es választásokon a Munkáspárt színeiben került be a parlamentbe, a korábbi miniszterelnök, James Callaghan helyére. 1997-ben, amikor a Munkáspárt győzedelmeskedett, a belügyminisztériumban miniszterhelyettes lett. 1998-ban, Ron Davies távozásával walesi külügyminiszter lett, majd az „első titkár” (2000-ben első miniszterre változtatták ezt a titulust).
Michael a 2005-ös választások után lemondott székéről és kereskedelmi és ipari miniszter lett. 2006 májusában lemondott.
Michael 1966-ban vette el Mary Sophia Crawleyt, aki szintén a Keele Egyetemen tanult. Öt gyerekük van.